# Папин-Сабуров, Семён Фёдорович
Семён Фёдорович Сабуров (Папин-Вислоухов) (ум. 1601) — русский государственный деятель, окольничий с 1591 года, сын Фёдора Семёновича Папы Вислоухова-Сабурова. Семён Фёдорович был в 1573 году наместником Белой, в 1579 году в Алысте (Мариенбурге) руководил поставками хлеба в разные ливонские города для снабжения войска, в 1581 году воеводой Раковора (Нарвы), в 1583 году воеводой Торопца, Белой, в 1585 году воеводой Воронежа, в 1589 воеводой в Орешке, в 1592 году воеводой в Иван-городе, в 1595 году воеводой в Чернигове. В 1599-1601 годы воеводой Тобольска и руководителем Тобольского разряда. Глава Рязанского судного приказа в начале 1591 года, служащий Владимирского судного приказа в конце 1598 года. Участник Ливонской войны, в русско-шведской войне (1590—1595) был полковым воеводой и возглавлял один отряд при штурме Нарвы. При нападении Казы-Гирея в 1591 года в качестве воеводы руководил артиллерией, а затем участвовал в преследовании разбитого противника. В Серпуховском походе 1598 года был воеводой Большого полка.

## Биография

### Происхождение
Семён Фёдорович принадлежал к знатному роду Сабуровых. Основатель этого рода Фёдор Иванович Сабур был его прапрадедом. Фёдор Иванович Сабур имел многочисленное потомство. Внуком Фёдора Ивановича Сабура был Семён Иванович Вислоух Сабуров. Сыном Семёна Ивановича был Фёдор Семёнович Папа. Поэтому Семёна Фёдоровича в источниках встречается разные варианты фамилии и Сабуров, и Папин Сабуров, и Папин-Вислоухов. У Фёдора Семёновича Папы было семь сыновей: Григорий, Тимофей, Иван, Верига, Данило, Семён и Степан.
С. В. Веселовский из предков Семёна Федоровича боярами называл Фёдора Иванович Сабура, его сына Ивана. При Иване III и Василии III в силу разных причин Сабуровы были отеснены на "задние ряды" боярства другими родами. В конце 1571 года сын и наследник царя Ивана IV Грозного царевич Иван женился на дочери Богдана Юрьевича Сабурова Евдокии. В 1572 году Богдан Сабуров и Василий Борисович Сабуров, стали боярами. Оба они были двоюродными братьями Семёна Фёдоровича
Год рождения неизвестен. В. Глазьев писал "русские дворяне начинали службу с 15 лет". Исходя из этого он считал, что на момент первого упоминания в 1573 году Семёну Фёдоровичу было 15 лет. А.Н. Юрасов писал, что Семён Фёдорович родился "около 1543 года". «Разрядные книги», описывая службу, из старших братьев Семёна упоминают Григория (с 1558 года), Ивана (с 1559 года), Веригу (с 1581 года), а младшего брата Степана упоминают с 1573 года. Вероятно, Семён Фёдорович родился в 1550-е годы.

### От Ливонии до Ливн
Служба Семёна Фёдоровича началась во время Ливонской войны. В 1573 году назван среди голов дворянской сотни вместе с воеводой Михаилом Безниным направленных «из Пайды под Колывань воевать колыванские места». Но вскоре голов Семёна Фёдоровича и Кобяка Линева с сеунчем (грамотой) отправили к царю. Иван Грозный был в Старице. В качестве награды за сеунч Семён Фёдорович получил сорок соблей и в кормление на два года как наместник город Белую, Кобяк Линев также получил сорок соболей, став наместником и воеводой Орешка.
В июне 1579 года (10 июня 7087) вместе с князем Григорием Васильевичем Звенигородским, Михаилом Ивановичем Бурцевым и Борисом Лихоревым был направлен с царской грамотой в Алыст (Мариенбурге). Сменив в этом городе князя Василия Дмитриевича Хилкова Семён Фёдорович с товарищами должны были наладить поставки хлеба в разные ливонские города для снабжения войска. В 1581 году Семён Федорович вместе с князем Фёдором Кропоткиным были воеводами Раковора
В 1583 году он участвовал в военных действиях против шведов, будучи командиром дворянской сотни.
В 1583 году Семён Фёдорович вместе с Григорием Петровичем Колединским был воеводой Торопца. Затем был наместником и воеводой Белой, где служил вместе с головой Иваном Ивановичем Ордин-Нащокиным. Но «к Петрову дню» воевода с головой были отозваны в Москву.
В 1585 году Семён Фёдорович был отправлен на южные рубежи царства, где он по приказу Фёдора Ивановича на реке Воронеж осенью того же года основал крепость, на месте которой вырос город Воронеж. Владимир Глазьев писал, что постройка южных крепостей (Воронежа и других) была вызвана набегами крымских и ногайских татар, желанием Российского государства закрепить донских казаков и придонское Черноземье за собой. 31 июля 1585 года в Москве узнали, что на Богатый затон напали подвластные Речи Посполитой черкасы. Против черкас было направлено большое войско во главе с Фомой Бутурлиным И лишь после изгнания был основан Воронеж.
Вместе с головами Василием Биркиным и Иваном Судаковым-Мясновым Семён Фёдорович осуществлял некоторое время руководство построенной крепостью. Но уже в 1585 году Семён Фёдорович был отозван в Москву, Иван Иваном Судаков-Мяснов послан в Крым, а головой Воронежа оставлен с новым напарником Василий Биркин
В боярском списке 1585/1586 года Семён Фёдорович указан «на Ливне». Ливны был основаны в одно время с Воронежем. На создание города «на Ливне» (в то же время что и Воронежа) были направлены воевода князь Владимир Кольцов-Мосальский и голова Лука Хрущов. В 1585 году Владимир Кольцов-Мосальский был заменён князем Дмитрием Михайловичем Борятинским В 1586 году воеводой Ливн также указан другой человек. А. Л. Станиславский писал, что разряды просто не сохранили сведений о службе в Ливнах.
Часть авторов утверждали, что Семён Фёдорович руководил строительством крепости Цивильск в Поволжье Но другие исследователи указывают иных основателей Цивильска. 

### Полковой воевода
В феврале 1588 года (5 февраля 7096) были назначены воеводы трёх полков (большого, передового и сторожевого) плавной рати для службы в Астрахани. Семён Фёдорович был назначен первым воеводой в сторожевой полк. Но через три дня после этого Семён Фёдорович начал «местнический спор» с боярином Семёнов Васильевичем Шереметевым, указывая, что Семёна Сабурова и Фёдора Васильевича (младшего брата Семёна Шереметева) назначили на равные должности, а Семён Сабуров претендовал быть вровень с более старшим братом Шереметева. Спор был принят к рассмотрению. В апреле 1588 года (3 апреля 7096) Василий Васильевич Тюфякин (назначенный в феврале на должность ниже Фёдора Шереметьева), заявил, что он Василий Васильевич Тюфякин не должен быть ниже Семёна Фёдоровича Сабурова. А тот в ответ подал грамоту о бесчестьи. Этот спор был рассмотрен боярами и решение было вынесено в пользу Семёна Фёдоровича Сабурова
В боярском списке 1588/1589 года Семён Фёдорович вместе с братом Веригой указаны в Орешке. Разрядные книги писали, что Семён Фёдорович в июле 1589 года был послан воеводой в Орешек. На тот момент в Орешке были посланы воевода Василий Иванович Белеутов Редегин и наместник Матвей Иванович Арепин Мещерский, к которым в июне 1589 «по свейским вестям» добавились воевода Андрей Батрак Вельяминов и голова Борис Петрович Благово. Вскоре Василий Белеутов был отозван в Москву и заменён Семёном Фёдоровичем.
После того, как в 1590 году началась война со Швецией, Семён Фёдорович принял участие в ней в качестве полкового воеводы. Вместе царевичем Маметкулом и вторым воеводой князем Меркурием Александровичем Щербатовым возглавлял передовой полк. В феврале 1590 года он принял участие в осаде Иван-Города и штурме Ругодива (Нарвы). Отряд Семёна Фёдоровича и второго воеводы князь Иван Юрьевич Токмаков 28 февраля 1590 года (18 февраля 7098 года) расположился около пролома (между Русских ворот и наугольных башен). Семён Фёдорович во главе 3130 человеки Иван Юрьевич во главе более 2100 человек двумя подотрядами атаковали свой участок у пролома. В ходе атаки Иван Токмаков погиб, но 7 марта 1590 (25 февраля 7098) года город сдался.

### Окольничий
В феврале 1591 года (26 января 7099) Семён Фёдорович был назначен царём главой в Рязанский судный приказ. Но уже на следующий день подал челобитную царю прося направить на иную службу. Фёдор Иванович утвердил просьбу переведя из Дмитровского судного приказа в Рязанский Ивана Самсоновича Туренина.
В 1591 году Семён Фёдорович попал в Боярскую думу, получив 14 апреля (4 апреля 7099) чин окольничего. В этот же день он вместе с боярином князем Дмитрием Ивановичем Шуйским обедал у царя.
Летом 1591 года ожидалось нападение Казы-Гирея и Семён Фёдорович был назначен воеводой «наряда обоза в дощатом городе». А после разгрома хана под Москвой Сабуров участвовал в преследовании противника. В июле 1591 года за храбрость Семён Фёдорович был награждён «золотым полуторным». Но через несколько дней после награждения Никита Иванович Очин-Плещеев подал челобитную о бесчестьи сетуя, что ему награду вручили позже Семёна Фёдоровича. В ответ Семён написал местническую челобитную на отца Никиты Ивановича. Челобитные были приняты, но до их рассмотрения Семён Фёдорович был награждён «шубой и кубком», а 4 сентября 1591 (25 августа 7099) года был среди тех пяти бояр и двух окольничих, что ели с царём. На этом застолье, царь Фёдор вновь награждал шубами. Одарив бояр он сначала пожаловал шубу своему двоюродному брату кравчему Александру Никитичу Романову, а потом окольничих. Когда Семён Фёдорович заявил челобитную на царского родственника, тот ответил «Испейте, я вас жалую, а про то не покручиньтеся что я вам давал шубы не по отечеству; яз вам говорю: первое — на сей службе в полкех воеводы были без мест; другое — за столом сидели бояре без мест; третье — шубы жалую без мест».
В конце 1591 года (29 августа 7099-1 сентября 7100 года) «по свейским вестям» (ожидая нападения «немецких людей») вместе с другими воеводами был послан в Новгород. Оттуда в январе 1592 года (после 25 декабря 7100) пошёл к Иван-городу. Там его 15 января 1592 (5 января 7100) застала царская грамота назначавшая князя Ивана Ивановича Голицына, да окольничего Семена Федоровича Сабурова и князя Петра Лобанова-Ростовского воеводами Иван-города.
В апреле-июне 1592 года (19 апреля — 1 июня 7100) Семена Федоровича по местническим делам бояре судили 1) с Иван Васильевичем Великого Гагиным и его отцом 2) с Никитой Ивановичем Шереметевым и его сыном Петром.
8 июня 1592 года (29 мая 7100) у Царя Фёдора родилась дочь Феодосия. 24 июня 1592 (14 июня 7100) её крестили и ели у царя. Семен Федорович назван среди приглашённых.
В феврале 1595 года (10 февраля 7103) Семён Фёдорович был назначен первым воеводой в Чернигове (вместе с князьями Владимиром Ивановичнм Бахтеяровыс-Ростовским и Андреем Романовичем Волконским). В мае Семён Фёдорович был отпущен обратно. В ноябре 1595 года Семён Фёдорович судил местнический спор князей Василия Васильевича Тюфякина и Василия Михайловича Лобанова-Ростовского
В 1596 году в Москву прибыл посол Аббаса I Великого Кули-бек. На приёме посла царю объявлял Семён Фёдорович.
В конце марта 1597 года (15 марта 7105) царь Фёдор отправил бояр, окольничих, думных дворян и дьяков по городам и пожаловать детей боярских землёй и жалованием. Семён Фёдорович с этой целью был послан в Смоленск.
В середине мая 1597 года (2 мая 7105 или 5 мая 7105 года) или 1 июня 1597 года (22 мая 7105 года) царь Фёдор Иоаннович принимал посла императора Рудольфа II —Авраама II бургграфа Доны и думного советник Юрия Каля. Был устроен пышный приём. Посла принимали в Грановитой палате. На второй встрече посла царю объявлял Семён Фёдорович, а на обеде в честь посла данном в Грановитой палате сидел за большим столом
В 1598 году Семён Фёдорович подписался в грамоте о избрании своего дальнего родственника Бориса Годунова царём. Но перед коронацией Борис Годунов узнал о том, что крымский хан Газы II Гирей во главе 7-тысячного войска идёт на Россию. Борис Годунов в мае 1598 года собрав войско совершил через Серпухов поход к Оке, чтобы там встретить крымских татар. В этом походе участвовало много представителей знати. В Серпуховском походе был в большом полку. Летом 1598 года Борису Годунову прибыли послы крымского хана и возобновили мирный договор.
В 1598 году Семён Фёдорович также ездил с поручением царя Бориса Годунова в Смоленск принимать присягу.
В конце 1598 года (между 14 сентября и 25 декабря 7107) был назначен во Владимирский судный приказ, которым руководил Тимофей Романович Трубецкой.
В 1599 году Борис Годунов назначил Семёна Фёдоровича воеводой в Тобольск. Вместе с Сабуровым вторым воеводой стал Алексей Фомич Третьяков Головин, дьяком Тимофей Андреевич Витовтов, а головами князь Мирон Михайлович Шаховской, Василий Романович Алферьев и Демид Ивановч Черемисинов.
Вместе с назначением Сабуров, Третьяков получили приказ выдвигатся "в новый город на Верхотурье не мешкая нигде не часу" и наказы о том, что они должны сделать на воеводстве. Прибыв на место воеводы и дьяк должны были создать Тобольский разряд объединив вокруг Тобольска прочие сибирские города. Воеводы Тюмени, Тары, Пелыма, Берёзова, Сургута, Верхотурья вели переписку с Мосвой через  Тобольск. Также в наказе требовалось заботится о служилых людях, а также об умерености при сборе ясака, воеводы должны были запретить купцам закупать в обход казны "лучшую и среднюю пушнину". А тех кто будет нарушать запрет наказывать кнутом, а затем на пять-шесть недель сажать в тюрьму за воровство. В одном из наказов предписывалось освободить иноземцев (т.е. аманатов) и не собирать их. Если же аманат был "вывезен из Сибири на Русь", то сыскать и вернуть в Сибирь. Чтобы местные жители в качестве казаков, стрельцов или юртовых татар были на службе. Предписывалось создавать ямы.  М.О. Акишин писал, что Семён Фёдорович был одним из инициаторов основания Мангазеи. Во время воеводства Сабурова в Тобольске построили две церкви.

## Смерть
Семён Фёдорович умер в 1601 году или чуть позже. Владимир Глазьев, считал что Сабуров умер в 1601 году оставаясь главой Тобольского разряда. Виктор Николаевич Добжанский приводил данные "Сибирского летописного свода" утверждавшего, что это было в Тобольске. Виктор Николаевич отсечал, что дата в своде не указана. Добжанский писал, что 11 февраля 1601 года в Тобольский разряд были назначены новые воеводы. В наказе который они получили Семён Фёдорович упомянут как живой: ему и его товарищам "велено ехать к Москве". Добжанский писал, что смерть руководителя такого ранга не осталось бы незамеченной: "Даже если бы смерть С. Ф. Сабурова наступила 31 декабря 1600 г., в Москве бы об этом знали.". Но в 1604 году в "Росписи русского войска посланого против самозванца в 1604 году" его жена "Настасья" указана как вдова. Она выставляла 2 конников.

## Брак
Жена: Анастасия. Детей не было.

## Комментарии
1. ↑  В конце XVI века — XVII веке в российском государстве использовался иной календарь: год начинался в сентябре, даты продолжали указываться по юлианскому стилю (на тот момент разница с григорианским составляла 10 дней) и использовали константинопольскую эру. И даты с сентября по декабрь имели разницу в 5509 лет, а с января по август 5508 лет. Поэтому в статье приведены две даты. Григорианский календарь был введен в 1582 году, и так как Пролептический григорианский календарь до 1582 года никто не использовал, то точные даты в основном указаны по юлианскому календарю
2. ↑  А в 1580 году воеводой Раковора был брат Семёна - Степан Фёдорович Сабуров
3. ↑  сейчас это территория города Лиски
4. ↑  Владимир Глазьев писал, что Сабуров был направлен для постройки воронежской крепости и как только крепость была создана его направили на иную службу[27]
5. ↑  В большой полк воеводами назначались князь Иван Михайлович Воротынский и князь Меркурий Александрович Щербатой, но Меркурий Щербатов был заменён воеводой Михаилом Ивановичем Вельяминовым; 
в передовом полку воеводами боярин Федор Васильевич Шереметев и князь Василий Васильевич Тюфякин, но Василий Тюфякин был заменён князем Фёдором Александровичем Мосальским; в сторожевой полк воеводы Семён Фёдорович Сабуров и князь Иван Михайлович Борятинский, но Иван Борятинский был заменён Василием Петровичем Измайловым
6. ↑  В «Разрядной книге 1475—1605 гг.»: 7097 событие помещено между 19 июня и 2 июля 7097 года, в «Разрядной книге 1559—1605 гг.» помещено между 17 июня и 10 августа 7097 года, в «Разрядной книге 1475—1598 гг.»: 7097 датировано 24 июня 7097 года. 24 июля 7097 года соответствует 4 июля 1589 года
7. ↑  Из-за местнических споров других воевод друг с другом Семёна Фёдоровича несколько раз в феврале 1590 года делали то первым воеводой большого полка, то первым воеводой передового полка
8. ↑   В «Разрядной книге 1475—1605 гг.» и «Разрядная книга 1559—1605 гг.» записано, что отряд состоял: из 400 казаков, возглавляемых казачим головой Иваном Ладыженским; из 350 стрельцов во главе с Григорием Огарёвым и 2380 боярских детей
9. ↑  «Разрядная книга 1475—1605 гг.» и «Разрядная книга 1559—1605 гг.» с  небольшими расхождениями в подробностях пишут, что под командованием Токмакова было: два стрелецких отряда по 500 человек каждый во главе с головами Василием Толбузиным и Осипом Отяевым 500 человек головы Осипа Засецкого; 500 человек "разных людей" с Григорием Микулиным и 100 человек "черемисов, ордвы и черкас" с головою
10. ↑  Срок нахождения Семён Фёдоровича  не ясен «Разрядная книга 1475—1605 гг.» утверждала, что Семён Фёдорович почти "сидел в избе". Там есть фраза "А сидели в ызбах и дела делали с месеца февраля с 3-го числа до месеца апреля по 4 число" Д. В. Лисейцев, Н. М. Рогожин, Ю. М. Эскин в книге "Приказы Московского государства XVI—XVII вв" на стр. 198 период от 26 января по 4 апреля 1591 года относят к Сабурову, но в «Разрядная книга 1475—1605 годы» утверждается что 4 апреля 7099 года Иван Самсонович Туренин уже был назначен вторым воеводой в большой полк на Туле
11. ↑  В «Разрядной книге 1475—1598 годы" Семёна Фёдоровича именуют окольничим раньше 1591 года, не уточняя когда он получил этот чин. В Берх[40] и Владимир Глазьев указывали 1591 год
12. ↑  В списке награждённых это была третья категория ниже тех кого наградили "золотым притугальским" и "золотым корабленым", но выше  получивших "золотой московский", "золотой", а также новгородки "золоченую" и "белую"
13. ↑  «Разрядная книга 1559—1605 гг.» датирует 8 ноября 7104, а «Разрядная книга 1475—1605 годы» 18 ноября 7104 года
14. ↑  В разрядных книгах его именуют и Аврам Бугров[54] и Аврам Бурграф Донский[53] и Аврам Бурграв с товарищи[55]
15. ↑  За этим столом в порядке старшинства сидевших указаны боярин князь Федор Иванович Мстиславский, конюший боярин Борис Федорович Годунов, да боярин Фёдор Никитич Романов, боярин князь Федор Иванович Хворостинин, окольничий Семен Федорович Сабуров, печатник и посольской дьяк Василий Яковлевич Щелкалов, думные дворяне: Игнатий Петрович Татищев да Елизарий Леонтьевич Ржевский